# Nataliya Kudreva
Nataliya Alekseyevna Kudreva (em russo:  Наталья Алексеевна Кудрева; Krasnodar, 8 de junho de 1942) é uma ex-jogadora de voleibol da Rússia que competiu pela União Soviética nos Jogos Olímpicos de 1972.
Em 1972, ela fez parte da equipe soviética que conquistou a medalha de ouro no torneio olímpico, no qual atuou em uma partida.